# إيتيزولام
إيتيزولام ، الذي يُباع باسم العلامة التجارية ديباس من بين أسماء أخرى، هو دواء يستخدم لعلاج اضطراب القلق العام ، و اضطراب الهلع ، والأرق . يمكن استخدامه على المدى القصير ولكن لا يبدو أنه أفضل من البنزوديازيبينات . إنه يؤخذ عن طريق الفم.
قد تشمل الآثار الجانبية له؛ النعاس، وضعف العضلات، وضعف التنسيق، والإغماء، والصداع، والارتباك، وتداخل الكلام، وحتى الخلل الجنسي. هناك أيضًا خطر سوء الاستعمال والاعتماد. وهو من عائلة الثينوديازيبين ، وهو مشابه للبنزوديازيبينات . ويعمل عبر موقع البنزوديازيبين لمستقبلات GABAA. يمتلك تأثيرات مزيلة للقلق ، و مضادة للاختلاج ، و مهدئة ، و منومة ، ومرخية للعضلات الهيكلية .
سُجلت براءة اختراع الإيتيزولام في عام 1971 وتمت الموافقة على استخدامه الطبي في عام 1984. واعتبارًا من عام 2020، تمت الموافقة عليه للاستخدام الطبي في اليابان وإيطاليا والهند كذلك ولكن ليس في الولايات المتحدة. لأن هناك مخاوف بشأن زيادة سوء الاستخدام في أوروبا والولايات المتحدة. والدواء معروف أيضًا بعدد من الأسماء المتداولة في الشوارع بما في ذلك Etiz وEtizzy.